# Passage du Jeu-de-Boules
Le passage du Jeu-de-Boules est une voie du 11e arrondissement de Paris, en France.

## Situation et accès
Le passage du Jeu-de-Boules est situé dans le 11e arrondissement de Paris. Il débute au 142-146, rue Amelot et se termine au 14 boulevard Voltaire
Il est accessible par les lignes de métro 5 et 9 à la station Oberkampf.

## Origine du nom
Son nom rappelle qu'il y avait un ancien jeu de boules à cet emplacement.

## Historique
Le passage est créé en 1826 sur un emplacement qui dépendait autrefois du prieuré du Temple.